# Manavgat

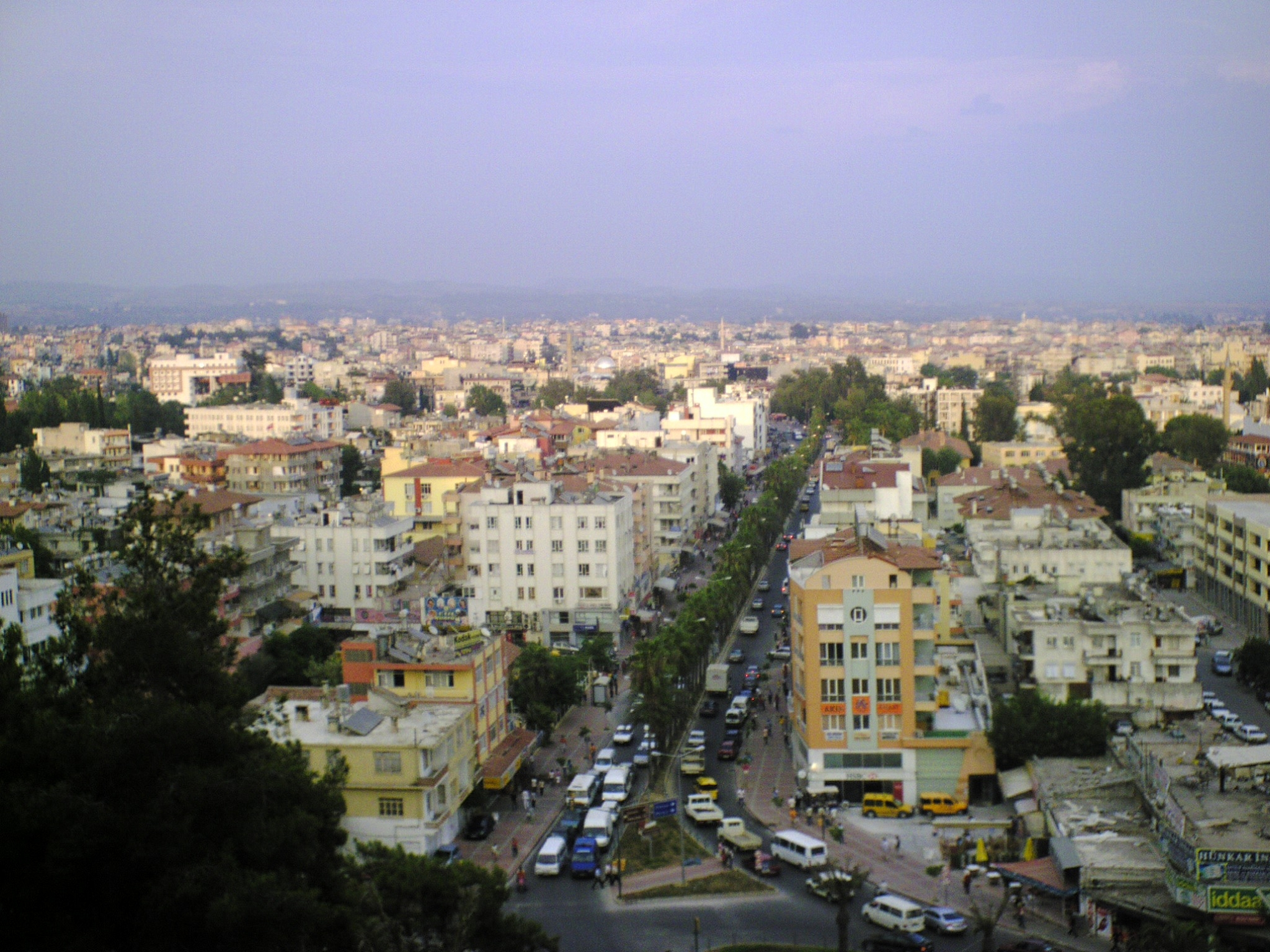
Manavgat

Manavgat je okresní město v jihoturecké provincii Antalya, od Antalye je vzdáleno asi 75 km východně. Roku 2010 zde žilo přes 89 tisíc lidí a město zaznamenává rychlý růst díky tomu, že je centrem důležité turistické oblasti na turecké Riviéře.
Město leží několik kilometrů od pobřeží Středozemního moře, přičemž nejbližší pobřežní město je Side, a protéká jím řeka Manavgat, která zde tvoří dva nízké vodopády, Velký vodopád (Büyük şelale) a Malý vodopád (Küçük şelale, spíše jen peřeje). Při vstupu je několik krámků se suvenýry a pár restaurací, jedna restaurace má i typické sedo-ležení vhodné pro relaxaci. V Manavgatu je velké tržiště, sloužící i jako výletní cíl. Také se zde nacházejí uměle vytvořené vodopády s podobiznou Mustafa Kemal Atatürka Na Velkém Náměstí.